# Robert Leonhardt (Sänger)

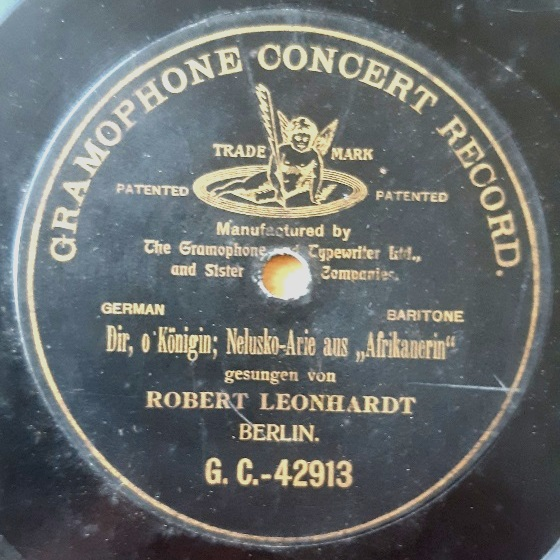
Schallplatte von Robert Leonhardt (Berlin 1902)

Robert Leonhardt (* als Robert Löwenberg 1873 in Linz; † 2. Februar 1923 in New York City) war ein österreichischer Opernsänger (Bariton).

## Leben
Leonhardt wurde 1873 in eine jüdische Familie in Linz geboren. Dort debütierte er 1898 auch als Opernsänger. Von 1899 bis 1900 war er am Berliner Theater des Westens, 1900–1903 am Theater von Teplitz-Schönau (Teplice), 1904–1905 wieder am Theater des Westens engagiert.
Ab 1905 sang er für vier Jahre am Deutschen Theater Prag.
Am Opernhaus in Brünn war er als Wagnersänger zwischen 1909 und 1911, und an der Wiener Volksoper. Von 1911 bis 1913 hatte er Gastauftritte an der Kaiserlichen Oper Wien (1909) und der Gura Sommer-Oper Berlin (1910).
Im Oktober 1913 wurde gemeldet, dass Leonhardt an die Metropolitan Opera von New York gerufen worden sei. Er fuhr auf dem Schnelldampfer „Bremen“ und musste eine beschwerliche Seereise überstehen, ehe er am 6. November in Amerika ankam.
Seine erste Rolle bei seinem neuen Arbeitgeber war die des Peter in Engelbert Humperdincks Oper Hänsel und Gretel. Nachdem er für sein Auftreten positive Kritiken bekommen hatte, trat er im Lauf der nächsten neun Jahre immer wieder in Produktionen der „Met“ auf. Eigentlich sollte er ja an diesem Hause eine größere Rolle spielen, doch weltgeschichtliche Umstände verhinderten dies.
Am 25. Februar 1915 wirkte er in der amerikanischen Uraufführung der Oper Madame Sans-Gêne von Umberto Giordano mit, 1917 in der von The Canterbury Pilgrims von Reginald de Koven.
Vom Dezember 1917 an schrieb er sich Robert Leonard, um sich von seiner deutschsprachigen Abstammung zu distanzieren. Dennoch wurde Leonhardt als österreichischer Staatsangehöriger im April 1918 von der „Met“ fallengelassen, da er trotz fortgesetzt guter Kritiken als „enemy alien“ (Feindlicher Ausländer) galt. Sein Opernagent, Herr Gatti, sprach ihm wegen dieser Entscheidung sein Bedauern aus. Leonhardts Frau und seine Kinder waren während des Krieges in Wien geblieben.
Nach Kriegsende durfte er seine Tätigkeit für die „Met“ wieder aufnehmen. Vom November 1920 an stand er dort wieder auf der Bühne und trat weiterhin bis kurz vor seinem Tode auf. Am 19. November 1921 sang er als Partner von Maria Jeritza den Fritz in der New Yorker Premiere der Oper Die tote Stadt von Erich Wolfgang Korngold. Letztmals hörte man ihn an der Metropolitan Oper in der Eröffnungsvorstellung der Spielzeit 1922–1923 in einer Comprimario-Partie in Puccinis Tosca.
Dann bekam er eine länger andauernde Krankheit, von der er sich nicht mehr erholte. Robert Leonhardt starb im St.-Markus-Hospital in New York City am 2. Februar 1923. Er wurde nur 49 Jahre alt.

## Gesangsstil
Besprechungen von Leonhardts Aufführungen bestreichen einen weiten Bereich von Meinungen. Er wurde einerseits gerühmt wegen seines „dunklen, metallenen, kehligen Basses“, wenngleich dies wahrscheinlich daran lag, dass er außerhalb des Stimmbereiches sang, der für ihn bequem zu beherrschen war. Andere dagegen bescheinigten ihm eine „leichte und liebliche italienische Stimme“ und prächtigen spontanen Sinn für Humor.

## Medienpionier
Leonhardts Karriere als Künstler auf Tonträgern ist vielleicht sogar bedeutender als seine Bühnenlaufbahn. Seine ersten Aufnahmen entstanden bereits 1900 bei der Gramophone Company, für die er bis 1905 arbeitete. Viele davon fanden ihren Weg in den Standard German Catalogue dieser Firma. Mehrere Aufnahmen, die er in Europa tätigte, erschienen auch bei der International Zonophone Company. Darüber hinaus nahm er für zahlreiche andere deutsche Firmen auf (u. a. Favorite, Anker, Homokord, Star etc.). Von 1903 bis 1904 nahm er auch für die europäische Niederlassung der Columbia in Berlin auf. Mehrfach besang er Platten im Duett mit der Sopranistin Gertrud Runge.
Edisonwalzen besang er bereits, bevor er nach Amerika kam. Sie wurden dort vor allem unter den deutschsprachigen Einwanderern mit Erfolg vermarktet. Nach der Verlegung seines Wohnsitzes in die Vereinigten Staaten fuhr er fort, für Columbia zu arbeiten, diesmal auf Schallplatten, welche er von 1915 bis 1920 dort besang. Obwohl man ihn damit bewarb, dass er Mitglied bei der „Metropolitan Opera Co.“ war, bestand sein Repertoire nicht nur aus Operngesang, sondern auch aus zahlreichen deutschen Volks- und Kunstliedern, und wie schon die Edisonwalzen, so wandten sich auch seine Platten mit dem Präfix „E-“, die im „ethnic“-Katalog der Columbia erschienen, hauptsächlich an die deutschsprachige Bevölkerung, nicht so sehr an die Allgemeinheit der Käufer in den USA.
Leonhardts letzte Aufnahmen entstanden in den Jahren 1920/21 bei Victor in Camden/New Jersey und wurden ebenfalls in deren ethnic series vermarktet.

## Tondokumente (Auswahl)
| Musiklabel | Katalog- Nummer | Titel des Stückes                                                          | Jahr  | Bemerkungen                     |
| ---------- | --------------- | -------------------------------------------------------------------------- | ----- | ------------------------------- |
| Gramophone | 42609           | Stell’ auf den Tisch                                                       | 1900  |                                 |
| Gramophone | 42322           | Carmen: Toreador (Georges Bizet)                                           | 1900  | matrix 641A                     |
| Gramophone | 42349           | Bonn (August Bungert)                                                      | 1901  | [ 21 ]                          |
| Gramophone | 42461           | Dem Buren die Ehre, oder Das verlorene Glück des Buren                     | 1901  | matrix 648A                     |
| Gramophone | 42319           | Zwei Äuglein braun (Ferdinand Gumbert)                                     | 1901  | matrix 1102B                    |
| Gramophone | 42320           | Deine blauen Augen (Kötzschke)                                             | 1901  | matrix 1112B                    |
| Gramophone | 42325           | Zwei dunkle Augen (Carl Heins)                                             | 1901  | matrix 1113B                    |
| Gramophone | 42326           | Leicht’ Gepäck (Hämmerlein)                                                | 1901  | matrix 1114B                    |
| Gramophone | 42322           | Ach, könnt’ ich noch einmal so lieben (Wilhelm Aletter)                    | 1901  | matrix 1115B                    |
| Gramophone | 42324           | Das Herz am Rhein (Es liegt eine Krone im tiefen Rhein)                    | 1901  | matrix 1146B                    |
| Gramophone | 42473           | Li-ti-ti, Rheinländer                                                      | 1901  | matrix 1302B                    |
| Gramophone | 42383           | Morgenhymne (George Henschel)                                              | 1901  | matrix 119x                     |
| Gramophone | 42380           | Ach, könnt’ ich noch einmal so lieben (Wilhelm Aletter)                    | 1901  | matrix 120x                     |
| Gramophone | 42404           | Bruder Liederlich (Blasser)                                                | 1901  | matrix 185x                     |
| Gramophone | 42407           | Zwei dunkle Augen (Carl Heins)                                             | 1901  | matrix 199x                     |
| Gramophone | 44029           | Die Haselnuss, Überbrettlgesang                                            | 1901  | mit Gertrud Runge               |
| Gramophone | 42327           | Schneeglöckchen                                                            | 1902  | matrix 1162B                    |
| Gramophone | 42664           | Lehn’ deine Wang’ an meine Wang’ (Jensen)                                  | 1902  | matrix 2113B                    |
| Gramophone | 42675           | Steh’ ich in finstrer Mitternacht, Volkslied                               | 1902  | matrix 2187B                    |
| Gramophone | 42682           | Ach, wie wär’s möglich dann (Kücken)                                       | 1902  | matrix 2188B                    |
| Gramophone | 42684           | Deutschland über alles (Haydn – August Heinrich Hoffmann von Fallersleben) | 1902  | matrix 2190B                    |
| Gramophone | 42685           | Muss i’ denn zum Städtle hinaus, Volkslied                                 | 1902  | matrix 2192B                    |
| Gramophone | 42073           | Es zogen drei Burschen, Volkslied                                          | 1902  | matrix 2893B                    |
| Gramophone | 42943           | Freiheit, die ich meine (Karl Groos)                                       | 1902  | matrix 1278x                    |
| Gramophone | 42945           | Wem Gott will rechte Gunst erweisen (Mathias Fröhlich)                     | 1902  | matrix 1280x                    |
| Gramophone | 42982           | Carmen: Torerolied (Bizet)                                                 | 1902  | matrix 1307x                    |
| Gramophone | 42950           | Die Schöne von New York: Du mein Girl (Gustave Kerker)                     | 1902  | matrix 1313x                    |
| Gramophone | 42986           | Waldandacht (Franz Wilhelm Abt)                                            | 1902  | matrix 1371x                    |
| Gramophone | 42980           | Ich sieh einem jungen Mann                                                 | 1902  | matrix 1286x                    |
| Gramophone | 42949           | Das Grab auf der Haide (Heiser)                                            | 1902  | matrix 1312x                    |
| Gramophone | 2-42652         | Aennchen im Garten (Hoelzel)                                               | 1903  | matrix 1749x                    |
| Gramophone | 2-42655         | Ich sende diese Blumen dir (Gallrein)                                      | 1903  | matrix 1768x                    |
| Gramophone | 2-42656         | Wenn die Schwalben heimwärts zieh’n                                        | 1903  | matrix 1769x                    |
| Gramophone | 2-42637         | Die Puppe: Lied von der Zufriedenheit – Fragt jemand (Edmond Audran)       | 1903  | matrix 1770x                    |
| Gramophone | 2-42657         | Morgens send’ ich dir die Veilchen                                         | 1903  | matrix 1784x                    |
| Gramophone | 2-42658         | Die Puppe: Lied des Maximus (Edmond Audran)                                | 1903  | matrix 1785x                    |
| Gramophone | 2-42114         | Lauf der Welt (Goldschmidt)                                                | 1903  | matrix 3181B                    |
| Gramophone | 3-42094         | Ach, wie ist’s möglich dann                                                | 1904  | matrix 2475L                    |
| Gramophone | 2-42247         | Das Vergissmeinnicht                                                       | 1904  | matrix 1901k                    |
| Gramophone | 44436           | Das ist der Tag des Herrn (Conradin Kreutzer)                              | 1904  | mit Gertrud Runge; matrix 2326h |
| Gramophone | 3-42057         | Zampa: Reizendes Mädchen (Ferdinand Hérold)                                | 1904  | matrix 2382L                    |
| Gramophone | 3-42054         | Das Vergissmeinnicht                                                       | 1904  | matrix 2404L                    |
| Gramophone | 3-42093         | Morgenrot, Morgenrot, Volkslied                                            | 1904  | matrix 2478L                    |
| Gramophone | 2-42252         | Muss i’ denn zum Städtle hinaus, Volkslied                                 | 1904  | matrix 1916k                    |
| Gramophone | 3-42065         | Muss i’ denn zum Städtle hinaus, Volkslied                                 | 1904  | matrix 2407L                    |
| Gramophone | 3-42422         | Zu Mantua in Banden (Leopold Knebelsberger)                                | 1905  | matrix 234r                     |
| Gramophone | 3-42335         | Waldandacht (Franz Wilhelm Abt)                                            | 1905  | matrix 236r                     |
| Gramophone | 3-42310         | Im Krug zum grünen Kranze, Volkslied                                       | 1905  | matrix 238r                     |
| Gramophone | 3-42311         | O alte Burschenherrlichkeit, Studentenlied                                 | 1905  | matrix 239r                     |
| Gramophone | 3-42312         | Die Lindenwirtin (Franz Wilhelm Abt)                                       | 1905  | matrix 240r                     |
| Gramophone | 2-42320         | Zwei dunkle Augen (Carl Heins)                                             | 1905  | matrix 256q                     |
| Gramophone | 2-42327         | Die Schöne von New York: Du mein Girl (Gustave Kerker)                     | 1905  | matrix 257q                     |
| Gramophone | 2-42322         | Wem Gott will rechte Gunst erweisen (Mathias Fröhlich)                     | 1905  | matrix 260q                     |
| Gramophone | 2-42323         | O alte Burschenherrlichkeit, Studentenlied                                 | 1905  | matrix 262q                     |
| Gramophone | 3-42309         | Zwei dunkle Augen (Carl Heins)                                             | 1905  | matrix 5h                       |
| Gramophone | 3-42093X        | Morgenrot, Morgenrot, Volkslied                                            | 1905  | matrix 17h                      |
| Gramophone | 3-42199         | Tief im Böhmerwald, Volkslied (Hans Bichert)                               | 1905  | matrix 3066L                    |
| Edison     | 12262           | Zwei dunkle Augen                                                          | 1907  |                                 |
| Edison     | 12264           | Aria (Pardon de Ploërmel: Ah! mon remords te venge)                        | 1907  |                                 |
| Edison     | 15189           | Edelweiss                                                                  | 1908  |                                 |
| Edison     | 16090           | Ballad of Nelusko (L’Africaine: Adamastor, roi des vagues profondes)       | ~1909 |                                 |
| Homocord   | B.830           | Wie mein Ahnl zwanzig Jahr (Carl Zeller: Der Vogelhändler)                 | 1909  | matrix 11360 (G2R)              |
| Homocord   | B.817           | Sei nicht bös' (Carl Zeller: Der Obersteiger)                              | 1917  | matrix 1103                     |
| Columbia   | E2565           | Die Musik kimmt (Oskar Strauss)                                            | 1915  | matrix 46163 take 2             |
| Columbia   | E2565           | Prinz Eugen, der edle Ritter (Carl Löwe)                                   | 1915  | matrix 46164 take 1             |
| Columbia   | E2566           | Das goldene Kreuz – Lied des Bombardon                                     | 1915  | matrix 46165 take 1             |
| Columbia   | E2566           | Bonn (Wen nur der Rhein nicht wär’…)                                       | 1915  | matrix 46166 take 1             |
| Columbia   | E2644           | Heimweh (Hugo Wolf)                                                        | 1915  | matrix 46169 take 1             |
| Columbia   | E2644           | Nachtigallenlied, from „Der Vogelhändler“ (Zeller)                         | 1915  | matrix 46170 take 1             |
| Columbia   | A2053           | Der Trompeter von Säkkingen: Es hat nicht sollen sein                      | 1916  | matrix 43921 take 1             |
| Columbia   | A2053           | O schöne Zeit, o sel’ge Zeit (Götze)                                       | 1916  | matrix 43922 take 1             |
| Columbia   | E2951           | Andreas Hofer                                                              | 1916  | matrix 43923                    |
| Columbia   | E2951           | Gott erhalte (Austrian folk hymn)                                          | 1916  | matrix 43924                    |
| Columbia   | E3098           | Die Schlesischen Zecher und die Teufel (Reissiger)                         | 1916  | matrix 43975 take 2             |
| Columbia   | E3098           | Drei Wanderer                                                              | 1916  | matrix 43978 take 1             |
| Columbia   | E3140           | Aus der Jugendzeit (Radecke)                                               | 1916  | matrix 44070 take 1             |
| Columbia   | E3230           | Vom Rhein beim Wein                                                        | 1916  |                                 |
| Columbia   | E3230           | Still wie die Nacht, tief wie das Meer                                     | 1916  | mit Julia Kuebler               |
| Columbia   | E3273           | Sechse, sieben oder acht (Herrmann)                                        | 1916  | matrix 44069 take 1             |
| Columbia   | E3273           | Loblied der Polin, from „Der Bettelstudent“ (Millöcker)                    | 1916  | matrix 44071 take 2             |
| Columbia   | E4898           | Wohlauf noch getrunken – Wanderlied                                        | 1920  | matrix 86736 take 1             |
| Columbia   | E4898           | Loreley                                                                    | 1920  | matrix 86737 take 2             |
| Columbia   | E4935           | Aus der Jugendzeit                                                         | 1920  | matrix 86739 take 1             |
| Columbia   | E4935           | Wenn die Schwalben wiederkehr’n                                            | 1920  | matrix 86891 take 2             |
| Columbia   | E4997           | Reiters Morgenlied                                                         | 1920  | matrix 86738                    |
| Columbia   | E4997           | Andreas Hofer                                                              | 1920  | matrix 86875                    |
| Columbia   | E4956           | Die Beiden Grenadiere                                                      | 1920  | matrix 86874 take 1             |
| Columbia   | E4956           | Prinz Eugen der Ritter                                                     | 1920  | matrix 86889 take 3             |
| Columbia   | E7073           | Der Trompeter von Säkkingen: Behüt’ dich Gott                              | 1920  | matrix 86890 take 1             |
| Columbia   | E7073           | Nachtigall Lied                                                            | 1920  | matrix 86896 take 2             |
| Columbia   | E7489           | Der letzte Gruss                                                           | 1920  | matrix 86873                    |
| Columbia   | E7489           | Einst spielt’ ich mit Szepter, von „Zar und Zimmermann“                    | 1920  | matrix 86897                    |
| Victor     | 68583           | Der Trompeter von Säkkingen: Behüt’ dich Gott, es wär’ zu schön gewesen    | 1921  | mit Nathaniel Shilkret          |
| Victor     | 68583           | Erlkönig                                                                   | 1921  | mit Nathaniel Shilkret          |
| Victor     | 73258           | Im Prater blüh’n wieder die Bäume (Kurt Robitschek – Robert Stolz)         | 1922  | matrix B 26208 take 2           |
| Victor     | 73258           | Weisst du, Muatterl, was I träumt hab? (A. Kutschera)                      | 1922  | matrix B 26208 take 2           |